# Eocheong
Eocheong (kor. 어청도) − wyspa na Morzu Żółtym, administracyjnie należąca do Korei Południowej, położona ok. 70 kilometrów na zachód od południowokoreańskiego Gunsan. Wyspa jest siedliskiem dla 228 gatunków ptaków, w tym 39 rzadkich lub szczególnie rzadkich.